# Seznam kanadskih arhitektov
Seznam kanadskih arhitektov.

## C
- Douglas Cardinal
- Ernest Cormier

## E
- Arthur Erickson

## G
- Frank Gehry

## L
- E.J. Lennox

## O
- John Ostell

## R
- Francis Rattenbury

## S
- Moshe Safdie
- Todd Saunders